# نبيه بري
نبيه مصطفى بري (ولد في 4 ايار 1938) هو سياسي لبناني يشغل منصب رئيس مجلس النواب منذ 1992 ويقود حركة أمل منذ 1980.
ولد في سيراليون، ونشأ في مدينة تبنين في جنوب لبنان. مارس المحاماة في السيتينيات وانضمّ إلى حركة أمل بعد تعرّفه على موسى الصدر، وتولّى رئاستها في 1980 بعد اختفاء الصدر المفاجئ في ليبيا. تحت قيادته، تحالفت أمل مع سوريا في الحرب الأهلية اللبنانية، وخاضت حرب المخيمات ضد الفصائل الفلسطينية وحرب الأخوة ضد حزب الله. عارض بري معاهدة 17 أيار التي أبرمها أمين الجميل مع إسرائيل، وساهم في إسقاط حكومته من خلال انتفاضة 6 شباط. شارك في إقرار إتفاق الطائف، وانتخب رئيسًا لمجلس النواب للمرة الأولى في 1992 خلفاً لحسين الحسيني. إنضم إلى تحالف 8 آذار في 2005.
يعدّ بري أحد أبرز الشخصيات الشيعية في لبنان، إلا أنّه يُنتقد بسبب الفساد ودوره في الحرب الأهلية.

## النشأة
ولد بري في مدينة بو جنوب سيراليون لعائلة شيعة لبنانية، وتعود أصول والده مصطفى بري إلى بلدة تبنين في جنوب لبنان. تلقّى دروسه الإبتدائية في مدرسة تبنين، ثم انتقل في 1949 إلى بيروت ليبدأ المرحلة المتوسطة. قضى هذه الفترة بين مدرسة حوض الولاية، المدرسة التكميلية في بنت جبيل بالإضافة الكلية الجعفرية في صور، ثم حصل على الشهادة المتوسطة في 1952. لاحقًا، عاد إلى بيروت، ودخل ثانوية الإمام علي بن أبي طالب، ثم التحق بصف الفلسفة ونال الشهادة الثانوية في 1958.

إنتسب بري بعد إنهائه الدراسة الأساسية إلى كلية الحقوق في الجامعة اللبنانية، ونال إجازة في الحقوق في 1963 ثمّ أكمل دراساته العليا في جامعة السوربون في باريس.

## الحياة العملية
في 1963، انتخب بري رئيسًا للاتحاد الوطني للطلبة اللبنانيين، وقاد العديد من النشاطات والتظاهرات الطلابية والسياسية. عمل كمحامي في عدّة شركات داخل مدينة بيروت، بعد أن تدرّج في مكتب المحامي المعروف عبد الله لحود. تعرّف خلال هذه الفترة على موسى الصدر، وأصبح مقربًا منه وساهم في إنشاء المجلس الإسلامي الشيعي الأعلى، وانتسب إلى حركة المحرومين التي أسسها موسى الصدر. تولّى عدّة مسؤوليات في الحزب في الجانب الإعلامي والتنسيقي مع باقي الأحزاب.

## الحرب الأهلية اللبنانية

### رئاسة حركة أمل
بعد اختفاء موسى الصدر في ليبيا، بات حسين الحسيني رئيسًا لحركة أمل في 1978، لكنّه قدّم استقالته من المنصب بعد سنتين إعتراضًا على انخراط الحركة في الحرب الأهلية اللبنانية. إنتخب أعضاء حركة أمل إثر ذلك نبيه بري رئيسًا للحزب.

### معركة خلدة
إثر الاجتياح الإسرائيلي 1982، خاضت قوات حركة أمل إلى جانب الفصائل الفلسطينية والجيش سوريا معركة خلدة ضد الجيش الإسرائيلي، ونجحوا في إيقاف المد ومنعوا توجهه إلى بيروت، واستطاعوا تكبيده خسائر بالغة، باستخدام قذائف ال آر بي جي وصواريخ الماليوتكا.

### الدخول للحكومة
- وزيرًا للعدل في حكومة الرئيس رشيد كرامي من 30/04/1984 إلى 22/09/1988.
- وزيرًا للموارد المائية والكهربائية في حكومة الرئيس رشيد كرامي من 30/04/1984 إلى 22/09/1988.
- وزيرًا للموارد المائية والكهربائية في حكومة الرئيس سليم الحص من 25/11/1989 إلى 24/12/1990.
- وزيرًا للإسكان في حكومة الرئيس سليم الحص من 25/11/1989 إلى 24/12/1990.
- وزير دولة في حكومة الرئيس عمر كرامي من 24/12/1990 إلى 16/05/1992.
- وزير دولة لشؤون الجنوب والإعمار في حكومة الرئيس رشيد الصلح من 16/05/1992 إلى 31/10/1992.[2]

### معركة المخيمات
بعد توتر العلاقة معها، واجهت حركة أمل الفصائل الفلسطينية في حرب المخيمات، وانتهت المعارك بتدمير جزء كبير من المخيمات الفلسطينية واحتلال سوريا لبيروت الغربية.

## الحياة السياسية

### رئاسة مجلس النواب الأولى
بين 23 أغسطس و11 أكتوبر 1992، أقيمت الانتخابات النيابية في لبنان لأوّل مرة منذ 20 سنة، وتحديدًا منذ 1972. شارك برّي في الانتخابات، وفاز بمقعد عن دائرة محافظتي الجنوب والنبطية. بالمجموع، انتخب 5 نواب من أعضاء حركة أمل، إلى جانب 12 نائبًا كانوا في نفس الكتلة.
في 20 أكتوبر، عقد المجلس الجلسة الأولى برئاسة رئيس السن قبلان الخوري، وأانتخب نبيه بري رئيسًا لمجلس النواب لأول مرة بأكثرية 105 أصوات من أصل 125، مقابل 14 صوتًا لمحمد بيضون. كما انتخب إيلي الفرزلي نائبًا للرئيس.

### رئيس مجلس النواب
انتخب رئيسًا لمجلس النواب منذ العام 1992 ولغاية اليوم على الشكل التالي:
- للمرة الأولى بتاريخ 20 تشرين الأول 1992 (نال 105 أصوات من اصل 124)
- للمرة الثانية بتاريخ 22 تشرين الأول 1996 (نال 122 صوتًا من أصل 126)
- للمرة الثالثة بتاريخ 17 تشرين الأول 2000 (نال 124 صوتًا من أصل 126)
- للمرة الرابعة بتاريخ 28 حزيران 2005 (نال 90 صواتًا من أصل 126)
- للمرة الخامسة بتاريخ 25 حزيران 2009 (نال 90 صوتًا من اصل 127)
- للمرة السادسة بتاريخ 23 أيار 2018 (نال 98 صوتا من أصل 128)[2][13]
- للمرة السابعة بتاريخ 31 أيار 2022 (نال 65 صوتا من أصل 128)

في أكتوبر/تشرين الأول 2024، اتّهم البطريرك الماروني بشارة بطرس الراعي نبيه بري بشأن عدم انتخاب رئيس للجمهورية اللبنانية، وكونه المسؤول عن هذا الفراغ الرئاسي، قائلًا: "نحن نقول إن المسؤول هو رئيس مجلس النواب نبيه بري لأنه يضع المفتاح في جيبه، الأمر الذي لا يحق له أن يفعله، إنما عليه فتح باب البرلمان".

## الحياة الشخصية
تزوج نبيه بري مرتين الأولى من ليلى بري وله منها أولاد: سيلان وسوسن وفرح ومصطفى وعبد الله وهند ثم من رندة عاصي وله منها ريم وأمل وميساء وباسل.
كان نبيه بري ماهرًا في السباحة، وهي من الهوايات، التي مارسها صيفًا وشتاءً، وفي صغره مارس بعض الرياضات، لكنه لم يحترفها مثل الملاكمة. أما «السنوكر» فكان من الرياضات المحببة لديه، إلى جانب رياضته المفضلة كرة القدم.

## وصلات خارجية
- نبيه بري على موقع مونزينجر (الألمانية)
- نبيه بري على موقع إن إن دي بي (الإنجليزية)
- نبيه بري على موقع ديسكوغز (الإنجليزية)

موقع نبيه بري على الشبكة